# Eduardo Darnauchans

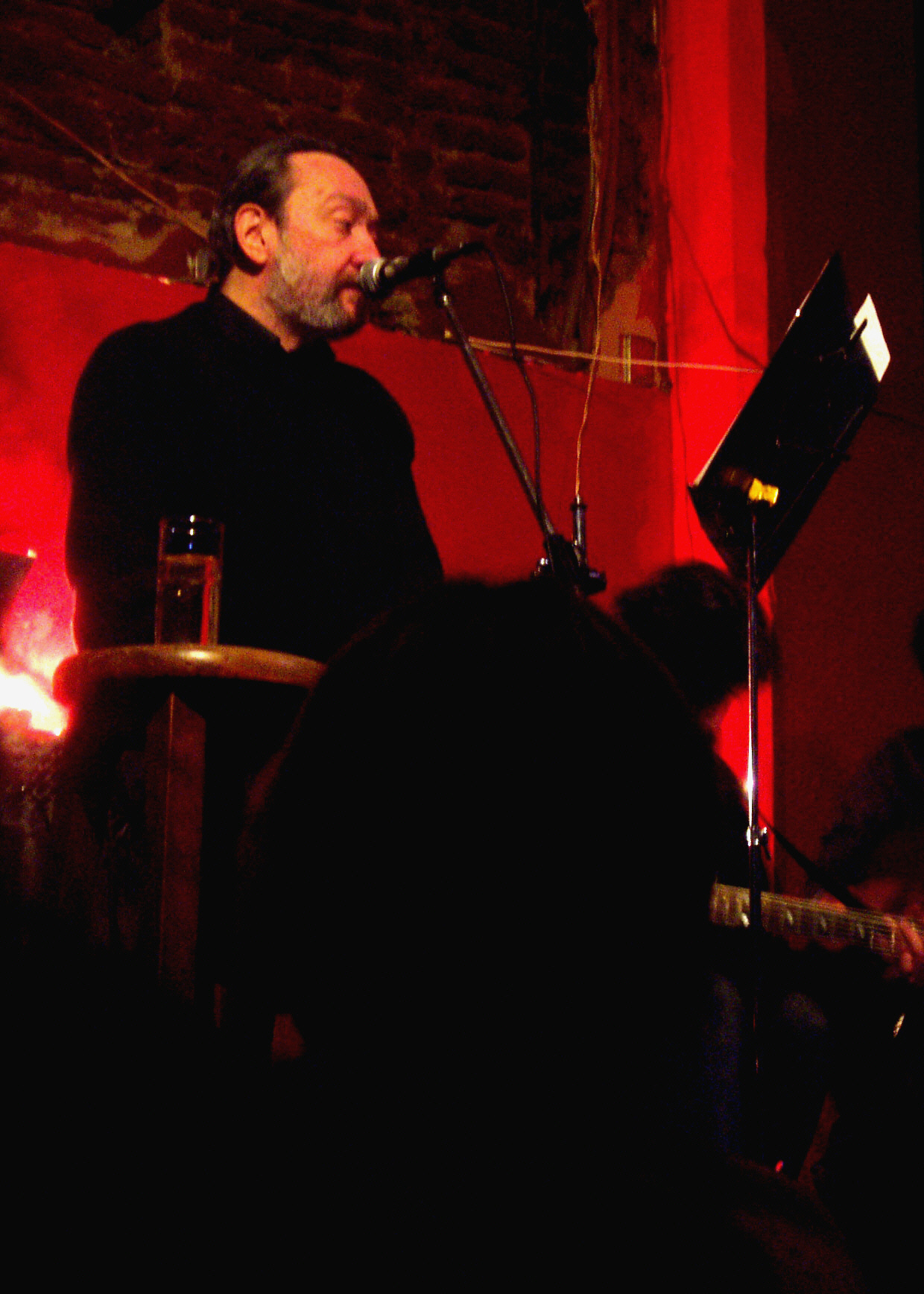
Eduardo Darnauchans

Eduardo Darnauchans Miralles (* 15. November 1953 in Montevideo, Uruguay; † 5. März 2007 ebenda) war ein uruguayischer Musiker und Liedermacher.

## Leben
Darnauchans, genannt el Darno, verbrachte seine ersten 17 Lebensjahre in Tacuarembó und im riverianischen Minas de Corrales. Darnauchans gehörte der sogenannten Grupo de Tacuarembó an, zu deren Mitgliedern Künstler wie beispielsweise Washington Benavides, Carlos Benavídes, Numa Moraes, Circe Maia, Víctor Cunha und Eduardo Larbanois zählten. Nachdem er 1971 sein erstes Konzert mit dem Namen Concierto de la rosa II im ehemaligen Theater Stella D’Italia in Montevideo gab, erschien mit Canción de muchacho 1972 seine erste Platte. In der Folge nahm er weitere auf und trat anlässlich zahlreicher Konzerte und Gewerkschaftsveranstaltungen auf. Zudem nahm er in Montevideo an Shows teil, bei denen beispielsweise auch Paul Simon und Bob Dylan auftraten. Während der zivil-militärischen Diktatur in Uruguay hatte er aufgrund seiner Nähe zur Kommunistischen Partei Nachteile zu erleiden. Markante Eckdaten seiner Karriere waren zum Beispiel seine vielbeachtete, 1977 veröffentlichte Platte Sansueña und 1984 und 1989 die beiden Konzerte im Teatro del Notariado. Des Weiteren sein 1991 unter dem Titel Noches Blancas  veröffentlichter Live-Mitschnitt seines ersten Solo-Konzerts im Teatro Solís. Jeweils 1990 und 1994 trat er an der Seite Fernando Cabreras im Teatro Solís auf. Die beiden Konzerte trugen den Namen Ambitos bzw. Ambitos II.
Gegen Ende seines Lebens hatte er nach einer Hüftoperation im Jahr 2006 und insbesondere nach dem Tod seiner Frau Patricia, die nur zwei Wochen vor ihm, im Februar 2007, verstarb, mit starken gesundheitlichen Problemen sowie mit Alkoholismus zu kämpfen.
Darnauchans wurde auf dem Zentralfriedhof Montevideo beigesetzt.

## Diskographie
- 1972: Canción de muchacho
- 1974: Las quemas
- 1977: Sansueña
- 1980: Zurcidor
- 1984: Nieblas & neblinas
- 1988: El trigo de la luna
- 1991: Noches Blancas
- 2001: Entre el micrófono y la penumbra, Live-Aufnahme
- 2003: Raras & Casuales
- 2004: Canciones sefaradíes, Live-Aufnahme
- 2006: El Ángel Azul, erschienen bei Ayuí

## Konzerte (Auswahl)
- 1984: Nieblas & neblinas im Teatro del Notariado
- 1989: El trigo de la luna Teatro del Notariado
- 1990: Ambitos im Teatro Solís, gemeinsam mit Fernando Cabrera
- 1992: Canciones de amor, Solo-Konzert im Teatro Solís
- 1994: Ambitos II im Teatro Solís, gemeinsam mit Fernando Cabrera

## Auszeichnungen
- 1990: Premio Municipal de Música Edita für El trigo de la luna